# Lisianthius skinneri
Lisianthius skinneri är en gentianaväxtart som först beskrevs av Hemsley, och fick sitt nu gällande namn av Carl Ernst Otto Kuntze. Lisianthius skinneri ingår i släktet Lisianthius och familjen gentianaväxter. Inga underarter finns listade i Catalogue of Life.